# Rynner Van Heste
Rynner Van Heste (26 luglio 1853 – 8 agosto 1931) è stato un ciclista su strada statunitense.
In carriera ha vinto la corsa più antica d'Italia e d'Europa, nel 1870, la cronometro individuale Firenze-Pistoia.